# Blackhawks Over Los Angeles
Blackhawks Over Los Angeles est un album du groupe Strung Out sorti en 2007, sur le label Fat Wreck Chords.
Un clip a été réalisé pour la chanson " Calling".

Les 500 premières copies de cet album contenait une chanson bonus, "More Than Words".
La version Itunes de cet album contenait une autre chanson bonus, "Novella".

## Liste des morceaux
1. "Calling" - 4:19
2. "Blackhawks Over Los Angeles" - 3:03
3. "Party In The Hills" - 3:54
4. "All The Nations" - 3:03
5. "A War Called Home" - 3:20
6. "Letter Home" - 3:47
7. "Orchid" - 3:02
8. "Dirty Little Secret" - 3:20
9. "Downtown" - 4:08
10. "The King Has Left The Building" - 3:34
11. "Mission Statement" - 3:15
12. "Diver" - 3:36
13. "More Than Words" - 3:29 (sur l'édition limitée)
14. "Novella" - 2:59 (sur la version Itunes)